# On the Loose
On the Loose is een nummer van de Ierse zanger Niall Horan uit 2018. Het is de vierde single van zijn debuutalbum Flicker.
Horan vertelde dat hij voor "On the Loose" inspiratie haalde uit Fleetwood Mac, de band waar hij al naar luistert sinds zijn 4e levensjaar. Het nummer was in zijn Horans thuisland Ierland met een 47e positie niet zeer succesvol. In het Nederlandse taalgebied werd het nummer een klein hitje met een 35e positie in de Nederlandse Top 40 en een 24e positie in de Vlaamse Ultratop 50.